# Mesotélio

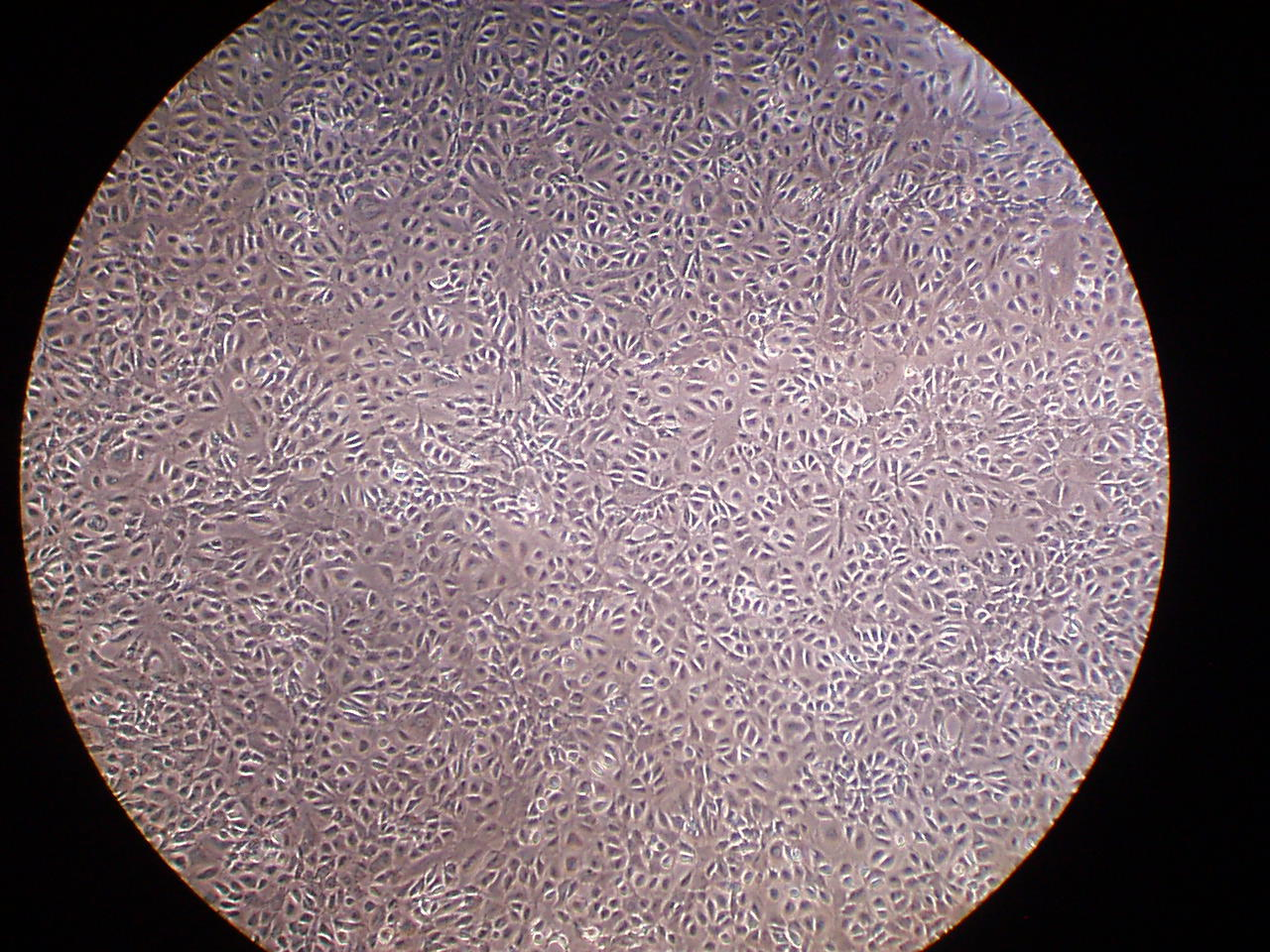
Células mesoteliais humanas

Mesotélio é um epitélio pavimentoso simples que reveste as cavidades do corpo. Os epitélios simples pavimentosos que revestem os capilares sanguíneos e linfáticos são denominados endotélios.
O mesotélio está presente nas cavidades pleural, peritonial e pericárdica, e ainda na túnica albugínea do ovário.